# Gnaius Pompeius Longinus
Gnaius Pompeius Longinus was een Romeins senator en legeraanvoerder.
Longinus wordt genoemd op een diploma militaria, gedateerd 13 mei 86, als de opperbevelhebber in Judea, waaruit blijkt dat hij in die tijd het ambt van legatus Augusti pro praetore over Judea bekleedde. Aangezien alleen personen uit de senatoriale stand dit ambt konden bekleden, is duidelijk dat Longinus tot deze stand moet hebben behoord. Uit de beschikbare historische gegevens kan niet met zekerheid worden opgemaakt hoelang Longinus' termijn in Judea geduurd heeft, maar op grond van het gegeven dat het ambt een springplank vormde voor het consulaat, maakt men wel op dat zijn termijn duurde tot 89.
Op inscripties uit later tijd treffen we Longinus' naam aan als Gnaius Pinarius Aemilius Cicatricula Pompeius Longinus, vermoedelijk als gevolg van adoptie door Gnaius Pinarius Aemilius Cicatricula, die in 79 consul suffectus was. Uit deze inscripties blijkt dat Longinus in 90 consul suffectus was, dat hij in 93 legatus Augusti pro praetore in Mosia superior diende en dat hij in 96 hetzelfde ambt in Pannonië bekleedde.